# Weißbach (Amtsberg)
Weißbach ist ein Ortsteil der sächsischen Gemeinde Amtsberg im Erzgebirgskreis.

## Geographie

### Lage
Weißbach liegt etwa 4 Kilometer westsüdwestlich von Zschopau im Erzgebirge. Die Ortslage streckt sich über etwa 2,5 Kilometer im Tal des gleichnamigen Dorfbaches, welcher am östlichen Ortsende in die Wilisch mündet. Die Bundesstraße 180 tangiert das westliche Ortsende. Südlich von Weißbach liegt der 483 m ü. NN hohe Pfarrhübel.

### Nachbarorte
| Dittersdorf | Gornau                                      |            |
| Kemtau      | Kompassrose, die auf Nachbargemeinden zeigt | Schlößchen |
| Gelenau     | Grießbach                                   |            |

## Geschichte

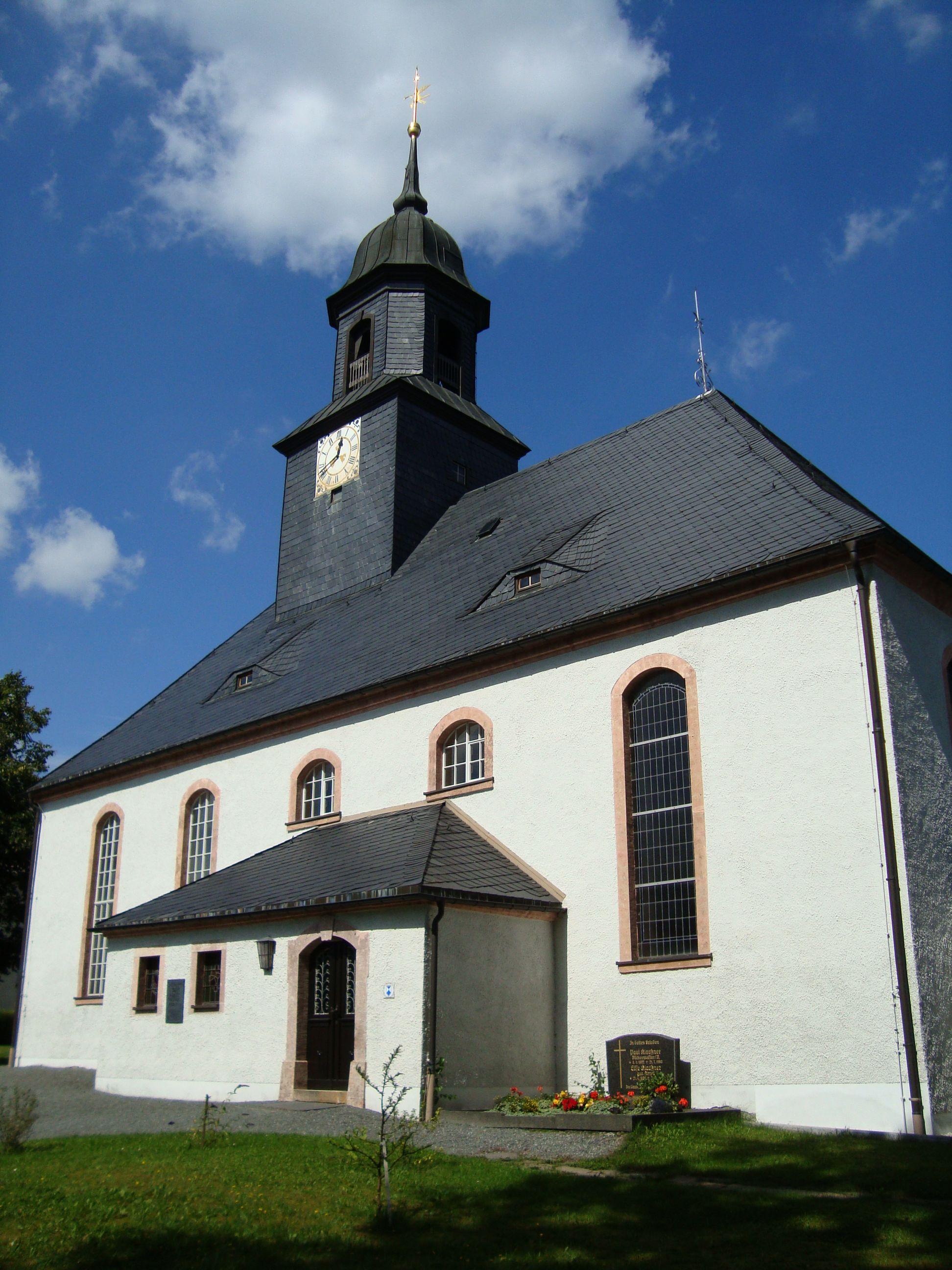
Die Weißbacher Kirche von Süden gesehen

Erstmals 1452 ist von der Wispacher flure die Rede, 1486 sind die Bezeichnungen Weisebach und Weispach urkundlich bezeugt und ist als Ort an hellem, weißen Bach zu deuten. Das neben der Kirche gelegene, ehemalige Rittergut bestand bereits vor 1375. Im Mittelalter lagen die grundherrlichen Rechte zuerst bei den Herren von Waldenburg auf Wolkenstein und ab 1551 bei den von Einsiedel aus Scharfenstein.
Während des Dreißigjährigen Krieges fiel ein Großteil des Dorfes sowie das Rittergut Bränden zum Opfer. Es wurden lediglich wichtige Wirtschaftsgebäude,  darunter Schäferei, Malzhaus, eine Scheune und eine Ziegelei, wiedererrichtet.
Während des Sächsischen Bauernaufstands im Jahre 1790 rebellierten die Weißbacher Bauern sowie die ab 1696 zur Herrschaft Weißbach mit Dittersdof gehörenden Bauern der Orte Dittersdorf, Kemtau, Einsiedel, Erfenschlag und Reichenhain gegen ihre Fronherren.
1673 wurde Weißbach eigenständige Parochie, bis dahin war es eine Filialkirche von Gelenau. 1782 erweiterte man die aus dem Mittelalter stammende Kirche zu einer rechteckigen Emporenhalle mit Walmdach und Dachreiter. Aus dieser Zeit stammt ebenfalls der Kanzelaltar. Aus dem Vorgängerbau übernahm man den Taufstein, ein Werk aus dem beginnenden 17. Jahrhundert, mit vier Kinderfiguren am Fuß. Im Besitz der Kirchengemeinde befinden sich ebenfalls bemalte Altarflügel aus dem Anfang des 16. Jahrhunderts sowie mehrere spätgotische, geschnitzte Figuren. Die Orgel wurde 1828–1829 von Johann Gotthold Jehmlich aus Neuwernsdorf gefertigt.
Weißbach war bis zur politischen Wende bekannt für seine Strumpferzeugnisse, welche eine über 200-jährige Tradition hatten. Bereits 1701 beschäftigte sich der erste Dorfbewohner mit Leinweberei. Um 1780 waren Weberei und Wirkerei in Heimarbeit bereits weit verbreitet, 1842 entstand eine Strumpfwirkerinnung. 1782 errichtete man ein Schulgebäude. Am 18. Juni 1891 erfolgte die Gründung der Freiwilligen Feuerwehr Amtsberg. Ab 1907 wurde Weißbach vom Gemeindewerk Dittersdorf mit Elektroenergie versorgt. 1910 wurde ein neues Schulgebäude errichtet. 1925 bis 1933 erfolgte der Bau der Gemeindewasserleitung und bis 1927 wurde eine Gasleitung des Gaswerkes Zschopau in die Hauptstraße verlegt.
In der DDR entstand eine volkseigene Strumpffabrik mit etwa 200 Beschäftigten, davon etwa 20 Prozent Heimarbeiter. Zudem existierte der „VEB Elektrische Baugruppen“ mit etwa 100 Beschäftigten. 1978 bis 1980 erfolgte der Bau einer Wasserleitung im unteren Ortsteil. 
Zum 1. Januar 1994 wurde aus den bis dahin eigenständigen Gemeinden Schlößchen, Weißbach und Dittersdorf die Gemeinde Amtsberg neu gebildet.
1998/1999 erfolgte die Verlegung von Abwasserleitungen und der Bau einer Containerkläranlage. 1998 war der Baubeginn des Wohngebietes Eichelberg und 2005 erfolgte die Neuverlegung der Bundesstraße 180 zwischen der Kreuzung B 174 und Ortseingang Weißbach.

## Entwicklung der Einwohnerzahl
| Jahr | Einwohnerzahl                             |
| ---- | ----------------------------------------- |
| 1551 | 28 besessene Mann, 9 Häusler, 38 Inwohner |
| 1764 | 25 besessene Mann, 39 Häusler, 17 Hufen   |
| 1834 | 1103                                      |
| 1871 | 1583                                      |

| Jahr | Einwohnerzahl |
| ---- | ------------- |
| 1890 | 1600          |
| 1910 | 1784          |
| 1925 | 2055          |
| 1939 | 2241          |

| Jahr | Einwohnerzahl |
| ---- | ------------- |
| 1946 | 2282          |
| 1950 | 2330          |
| 1964 | 2127          |
| 1990 | 1621          |

## Galerie

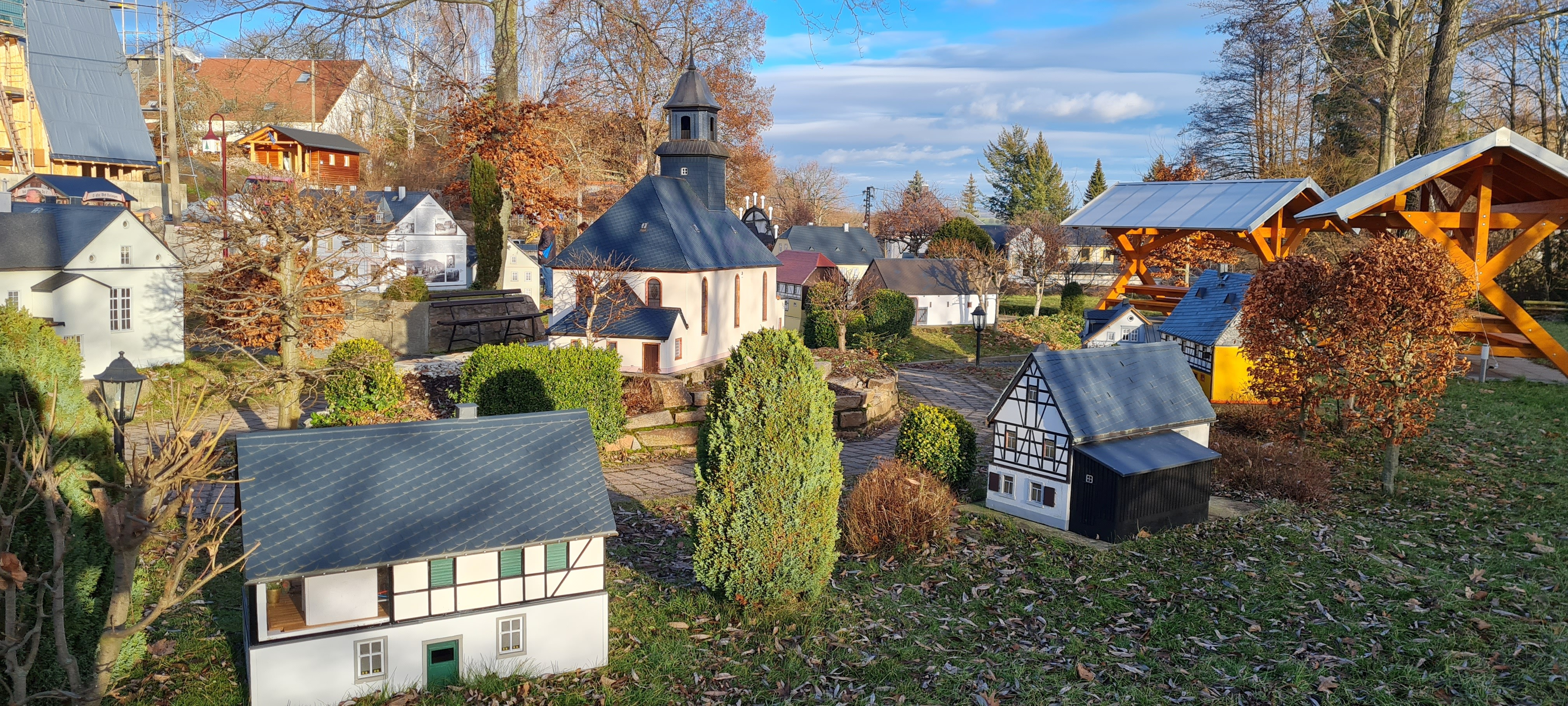
Mini-Weißbach
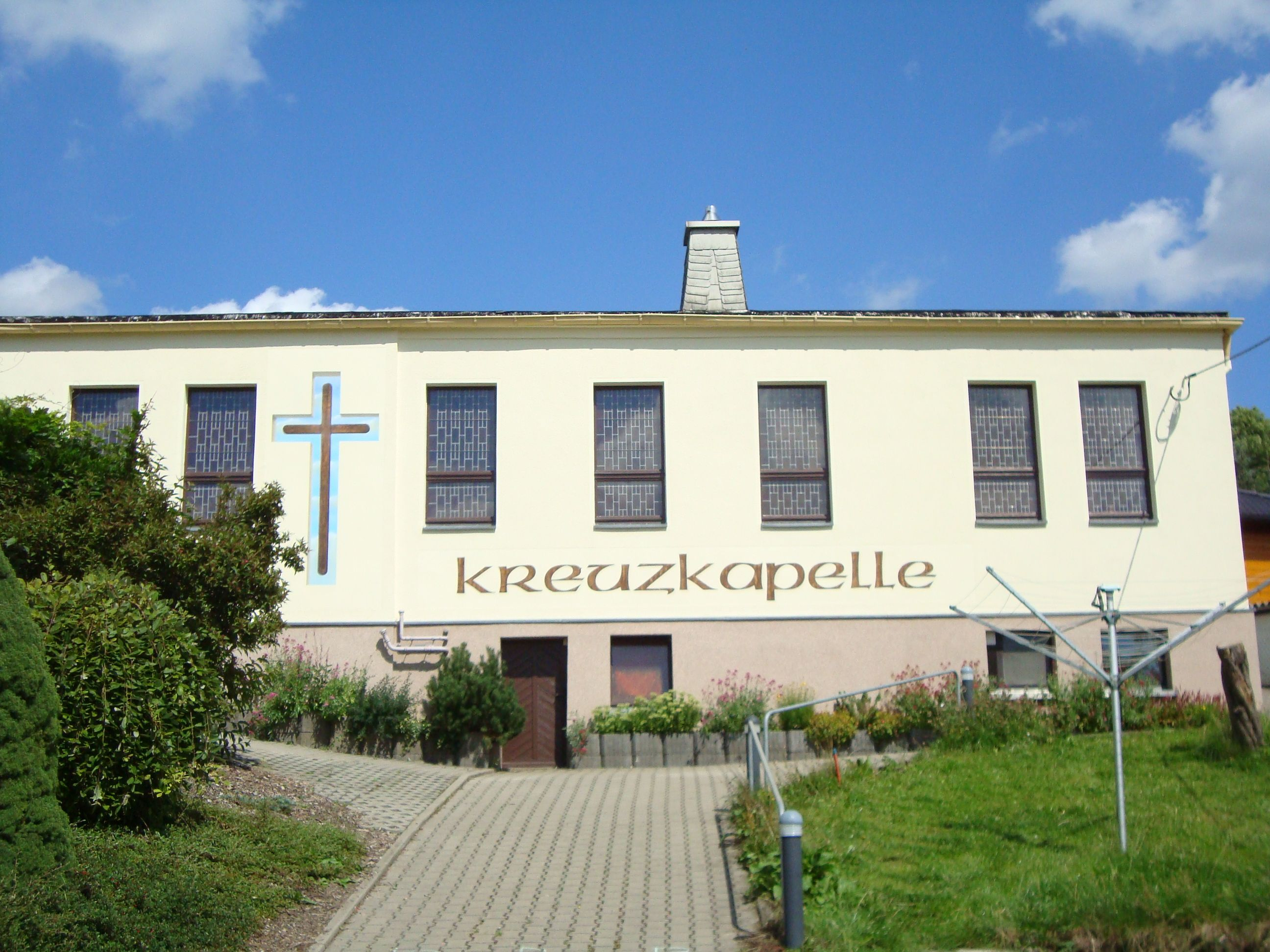
Evangelisch methodistische Kreuzkapelle
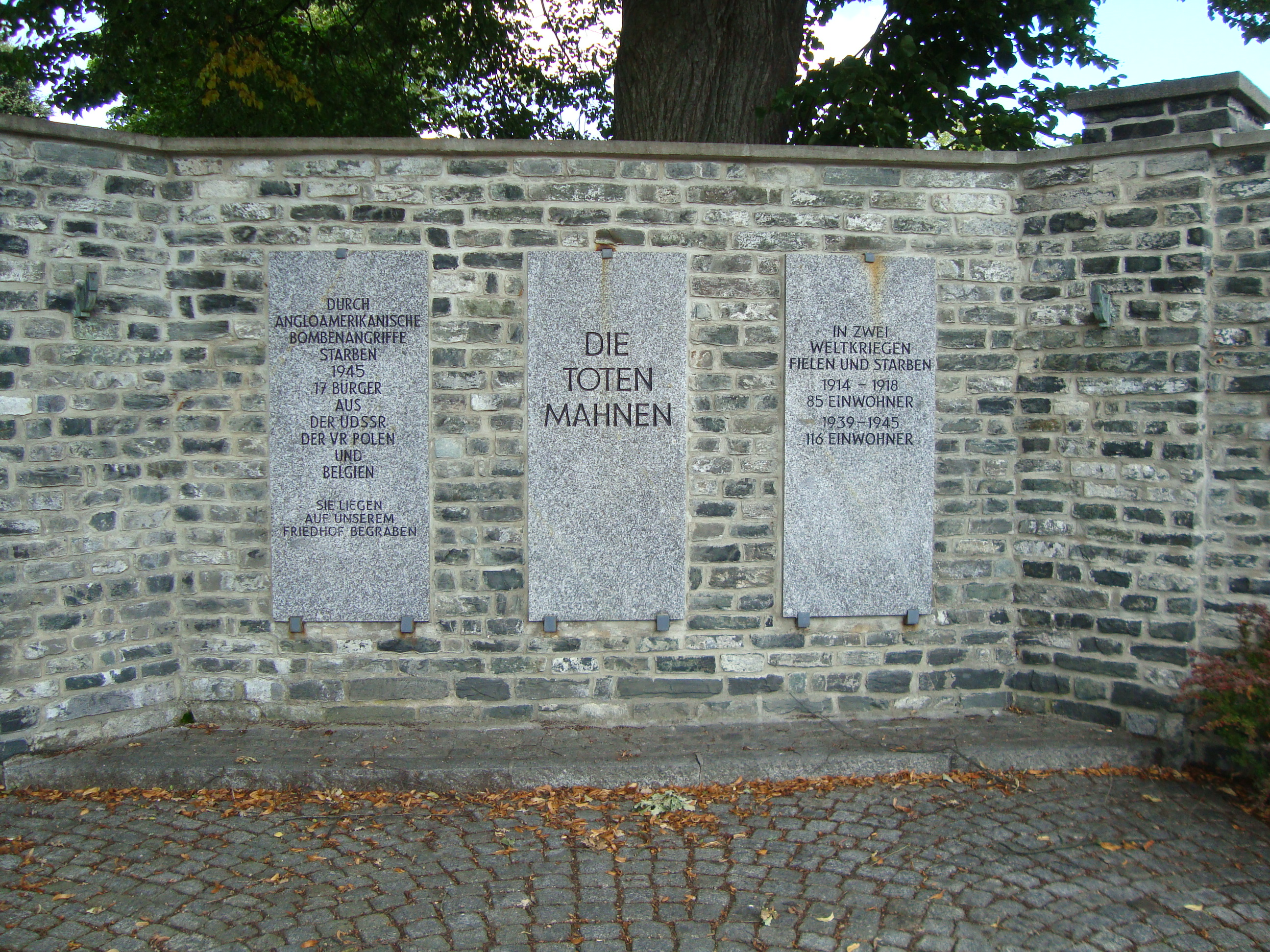
Gedenktafel für Kriegsopfer der beiden Weltkriege in der Friedhofsmauer